# Setodes aureoinclusa
Setodes aureoinclusa là một loài Trichoptera hóa thạch trong họ Leptoceridae.